# Sylvilagus andinus
El conejo andino (Sylvilagus andinus) es una especie de mamífero lagomorfo de la familia de los lepóridos, nativa de Colombia, Venezuela, Perú y Ecuador. Anteriormente se consideraba una subespecie del tapeti (S. brasiliensis). Vive en el páramo andino; los análisis realizados en 2017 confirmaron que es lo suficientemente distinto tanto en apariencia como en genética como para ser considerado una especie por derecho propio. Aunque está muy extendido, sigue siendo poco conocido, ya que se han realizado pocos estudios sobre su biología y sus hábitos, a diferencia de los del tapeti.